# 다미안 가르시아
다미안 가르시아(스페인어: Sergio Damián García Graña, 2003년 7월 15일~)는 우루과이의 축구 선수로, 페냐롤과 우루과이 연령별 대표팀에서 미드필더로 활동하고 있다.

## 국가대표팀 경력
2023년 1월 3일, 2023년 CONMEBOL U-20 축구 선수권 대회]]의 우루과이 U-20 대표팀에 차출되었다. 그는 토너먼트에서 8경기에 출전하여 1골을 넣었고, 팀은 준우승을 차지하며 2023년 FIFA U-20 월드컵 진출 자격을 얻었다. U-20 월드컵에서 7경기를 출전해 팀의 우승에 기여했다.